# Йоганнес-Роберт Бехер
Йоганнес-Роберт Бехер (нім. Johannes Robert Becher; 22 травня 1891, Мюнхен — 11 жовтня 1958, Берлін) — німецький поет, культурний і політичний діяч НДР. Автор тексту державного гімну НДР.

## Життєпис
Ранні збірки поезій позначені впливом експресіонізму («Занепад і тріумф», 1914; «До Європи», 1910; «В ім'я бога», 1921, та ін.). На той час він виступав проти війни, вітав проголошення Радянської республіки.
У 1918 році вступив в організацію «Спартак», у 1920 — до комуністичної партії. У поемах «Біля труни Леніна» (1924), збірках поезій «Труп на троні» (1925) і «Голодне місто» (1927) критикував суспільство Веймарської республіки, закликав до революції. Написав антимілітаристські романи «Люїзит» і «Банкір на полі битви» (1926), поему «Великий план» (1931) про першу п'ятирічку в СРСР.
У 1933 році емігрував з Німеччини, 1935–1945 жив в СРСР, де редагував журнал «International Literatur. Deutsche Blätter». Тематика творів цих років — викриття мілітаризму й фашизму, визвольна місія Радянської Армії: збірки поезій «Німецький танець смерті» (1933), «Німеччина кличе» (1942), «Подяка Сталінграду» (1943), роман «Прощання» (1940), п'єса «Зимова битва» (1942) та ін.
У поетичних збірках, написаних після 1945 («Повернення» 1946; «Народ, який блукає в темряві», 1948; «Щастя далини сяє близько», 1951; «Німецькі сонети 1952 року», 1952; «Сузір'я на землі», 1955; «Любов без спокою», 1957, та ін.), виступає за єдність батьківщини.
Літературно-теоретичні праці: «Захист поезії» (1952), «Поетичне віросповідання» (1954), «Могутність поезії» (1955), «Поетичний принцип» (1957) та ін. Був членом ЦК СЄПН, депутатом Народної палати і першим міністром культури НДР (1954–1958), президентом «Культурбунду» і Німецької академії мистецтв, членом Всесвітньої Ради Миру. Бехер — автор Державного гімну НДР «Відродження з руїни» (1949), лауреат Національної премії ім. Гете (1949 та 1950) і Міжнародної Сталінської премії «За зміцнення миру між народами», 1952.
У 1961 році запроваджена медаль за досягнення в галузі культури й мистецтв на честь Бехера Йоганнеса Роберта. У трьох варіантах: золото, срібло, бронза.

## Твори
- «Люїзит». X.—К., 1933; (укр.)
- «Німецький танець смерті 1933 року». К., 1934; (укр.)
- «Радянському Союзові». «Україна», 1951, № 11; (укр.)
- «Прощание. 1900—1914». М., 1958. (англ.)